# 애널리사 코크란
애널리사 코크란(Annalisa Cochrane, 1996년 6월 21일 ~ )은 미국 배우이다.

## 영화
- 그가 온라인으로 산 신부 (2015)
- 베이비 대디 (2015)
- 모던 패밀리 (2016)
- 밤의 추적자 (2016)
- 메이저 크라임 (2016)
- 에어 죠스: 나이트 스토커 (2016)
- 엠마의 기회 (2016)
- 헨리 데인저 (2017)
- 필라델피아는 언제나 맑음 (2017)
- 페이머스 인 러브 (2017)
- 우리 생애 나날들 (2017)
- 더 영 앤 더 레스트리스 (2017)
- 브라운 걸스 (2017)
- 코브라 카이 (2018 - 현재)
- 헤더스 (2018)
- NCIS: 로스앤젤레스 (2018)
- 카파 크립토 (2018)
- 이상한 도시 (2019)
- 어둠 속으로 (2019)
- 환영 (2019)
- 고백 (2020)
- 우리 중 한 명이 거짓말을 하고 있다 (2021-2022)